# Miravete de la Sierra

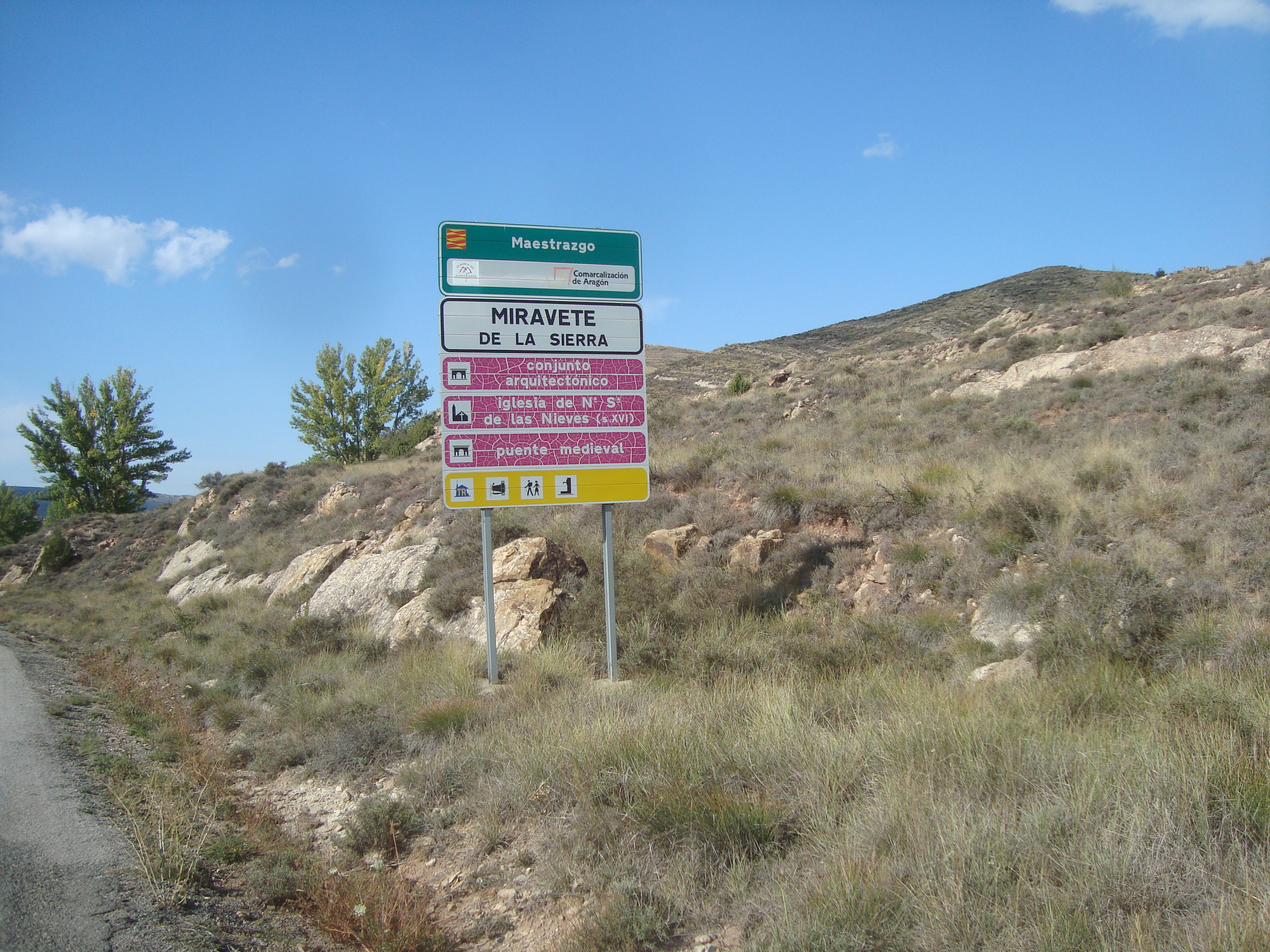
Señalización turística

Miravete de la Sierra es una localidad y municipio español de la provincia de Teruel, comunidad autónoma de Aragón, de la comarca del Maestrazgo. Tiene un área de 36,51 km² con una población de 42 habitantes (INE 2007) y una densidad de 1,15 hab/km².

## Geografía

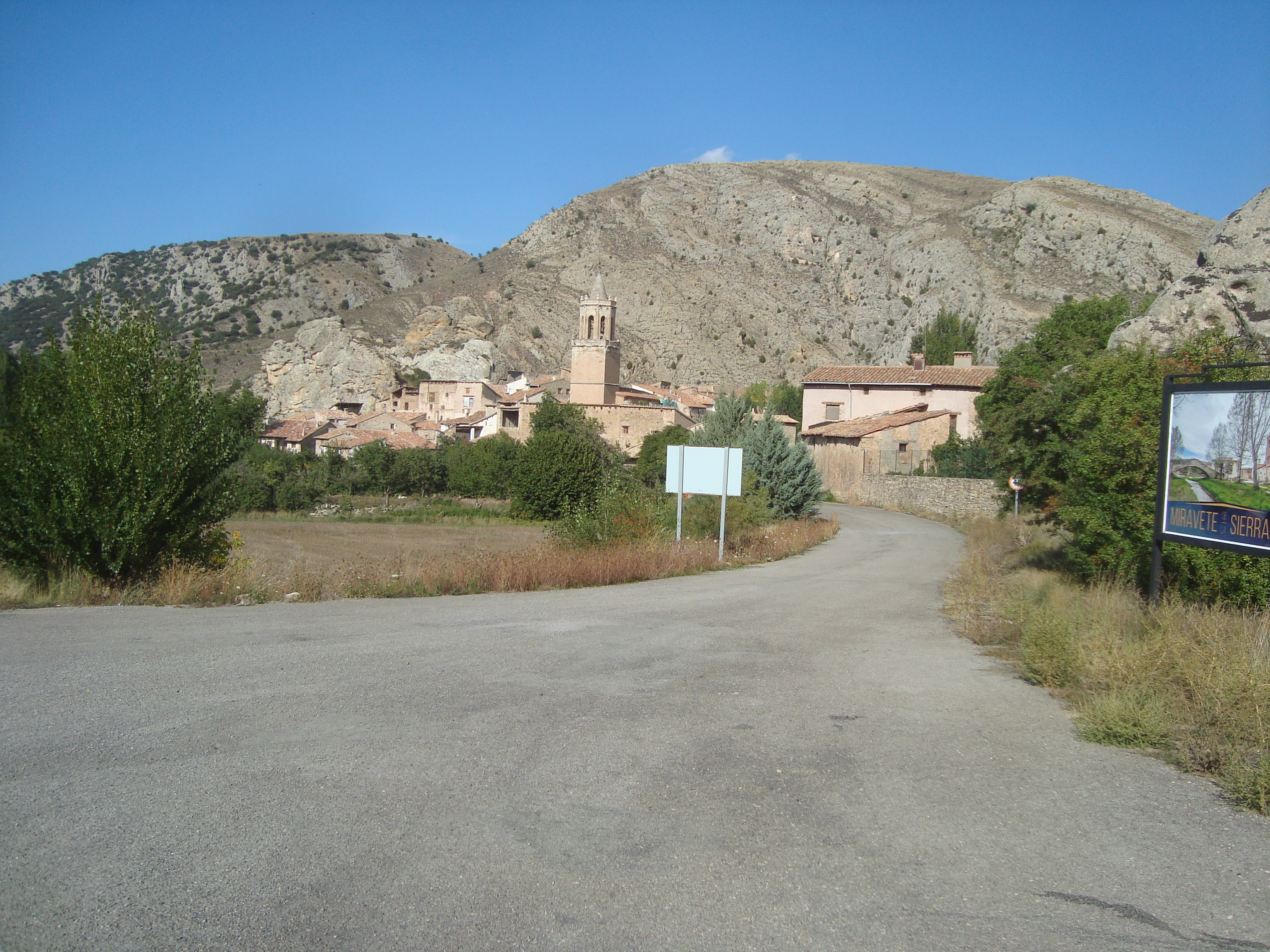
Entrada al pueblo

Esta villa de la provincia de Teruel está situada al pie de la sierra de Lastra (Sistema Ibérico), en el curso alto del río Guadalope. La población se encuentra en las inmediaciones de la sierra de Gúdar, escoltada por el monte de San Cristóbal y la ermita que lleva su mismo nombre y al cobijo de la depresión del Guadalope que baña su margen contraria. Sus tierras fueron reconquistadas por Alfonso I el Batallador, y más tarde adjudicadas al rey Jaime I de Aragón, quien las aprovechó para su solaz y caza del jabalí.
Miravete de la Sierra se encuentra junto a las localidades de Villarroya de los Pinares, Aliaga, Allepuz, Camarillas y Jorcas.

## Historia
Por los restos arqueológicos hallados en el yacimiento de Los Villares, los orígenes del poblamiento de Miravete de la Sierra se remontan a la antigüedad. Se reconocen dos niveles culturales correspondientes a la I Edad del Hierro y a la época ibérica. 
Los hallazgos arqueológicos más antiguos realizados en la población son de la época musulmana. En la documentación de los siglos XIII y XIV, la población aparece como Miravet o Miraveto. Alfonso I el Batallador la reconquistó a los árabes. El rey Alfonso II de Aragón en 1175 transfiere Miravete y sus términos a la Orden Militar de Montegaudio, que en 1188 se integra en la Orden del Hospital del Santo Redentor de Teruel. En 1196, Miravete y su entorno es entregado a la encomienda del Temple, pero en 1217 doña Sancha, hija de Miguel de Santa Cruz, y su esposo Guillermo de Mendoza aparecen como señores seculares de la villa. Posteriormente, en agosto de 1220, los señores de Miravete empeñaron temporalmente la villa y su castillo a los comendadores de la Orden del Hospital de San Juan, en Aliaga y Añón, por 400 maravedíes alfonsíes de oro. 
En el año 1273, Guillerma Ximénez, señora del lugar, vendió sus derechos sobre Miravete a Pedro Garcés de Januas, obispo de Zaragoza, por 1.350 maravedíes de oro. Desde ese momento Miravete dejará de pertenecer a un señor secular y pasará a ser villa de señorío del arzobispo de Zaragoza. Este, desde 1279, impone al concejo una pecha que debía satisfacer anualmente. A cambio, sus habitantes disfrutaban de diversos privilegios y franquicias en cuanto al pasto de sus ganados por tierras de Aliaga y en el reino de Valencia. Luego, sucesivamente, pasa a pertenecer al merinado de Zaragoza (1295-1321), a la sobrecullida de Montalbán (1446-1495), a la vereda de Montalbán (Teruel) (1646) y al corregimiento de Alcañiz (1711-1833). 
Avanzado el siglo XIX, con la caída del régimen señorial, se constituye como Ayuntamiento en 1834, del partido judicial de Aliaga. Ya en el siglo XX, en tiempos del general Franco, se integra en el partido judicial de Teruel (1965).
En el término municipal de Miravete se encuentran otros núcleos de población históricos: las masías de Cañadas, Horcajo, Masico y Salcedillo.

## Demografía
Miravete de la Sierra cuenta con una población de 32 habitantes (INE 2024).
| Gráfica de evolución demográfica de Miravete de la Sierra entre 1842 y 2021 |
| |
| Población de derecho según los censos de población del INE Población de hecho según los censos de población del INEEn estos censos se denominaba Miravete: 1842, 1857, 1860, 1877, 1887, 1897, 1900, 1910, 1920, 1930, 1940, 1950, 1960 y 1970 |

## Administración y política
| Período   | Alcalde              | Partido |  |
| --------- | -------------------- | ------- |  |
| 1979-1983 | Aquilino Ariño Calvo | UCD     |  |
| 1983-1987 |                      |         |  |
| 1987-1991 |                      |         |  |
| 1991-1995 |                      |         |  |
| 1995-1999 |                      |         |  |
| 1999-2003 | Jaime Nuno           | PSOE    |  |
| 2003-2007 | José Listo Simón     | PP      |  |
| 2007-2011 | José Listo Simón     | PP      |  |
| 2011-2015 | José Listo Simón     | PP      |  |
| 2015-2019 | José Listo Simón     | PP      |  |
| 2019-2023 | José Listo Simón     | PP      |  |

| Partido político    | Partido político                                   | 2003   | 2007   | 2011   | 2015   |
| Partido político    | Partido político                                   | Ediles | Ediles | Ediles | Ediles |
|                     | Partido Popular de Aragón (PP)                     | 1      | 1      | 1      | 1      |
|                     | Partido Aragonés (PAR)                             | —      | —      | —      | —      |
|                     | Partido de los Socialistas de Aragón (PSOE-Aragón) | —      | —      | —      | —      |
| Total de concejales | Total de concejales                                | 1      | 1      | 1      | 1      |

El alcalde es José Listo Simón, del (PP). El resultado de las elecciones locales de 2023 fue el siguiente:

## Cultura

### Patrimonio

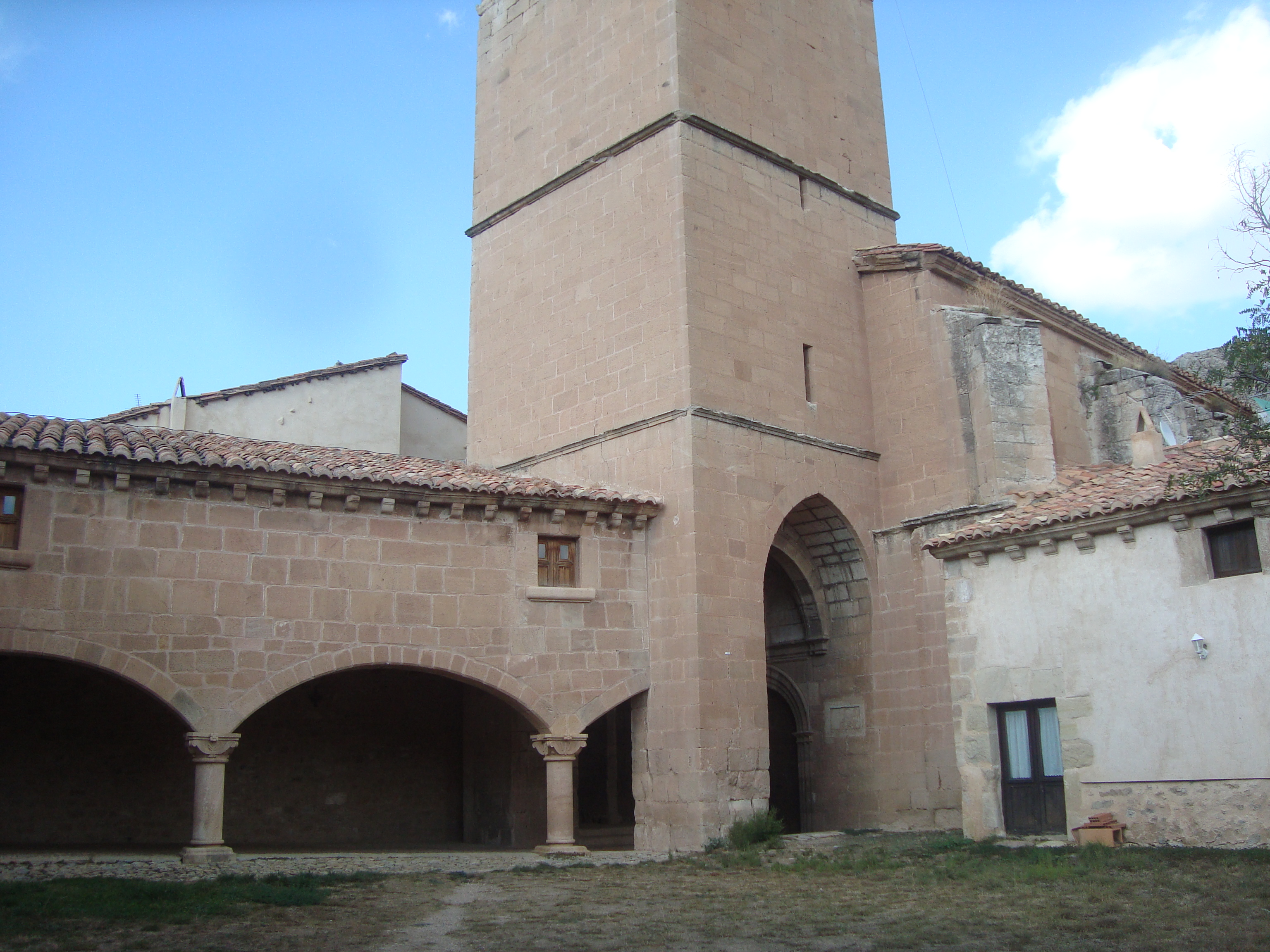
Iglesia de Nuestra Señora de las Nieves

Su centro urbano, formado es un escaparate de arquitectura popular y edificios históricos declarados Bien de Interés Cultural (BIC). 

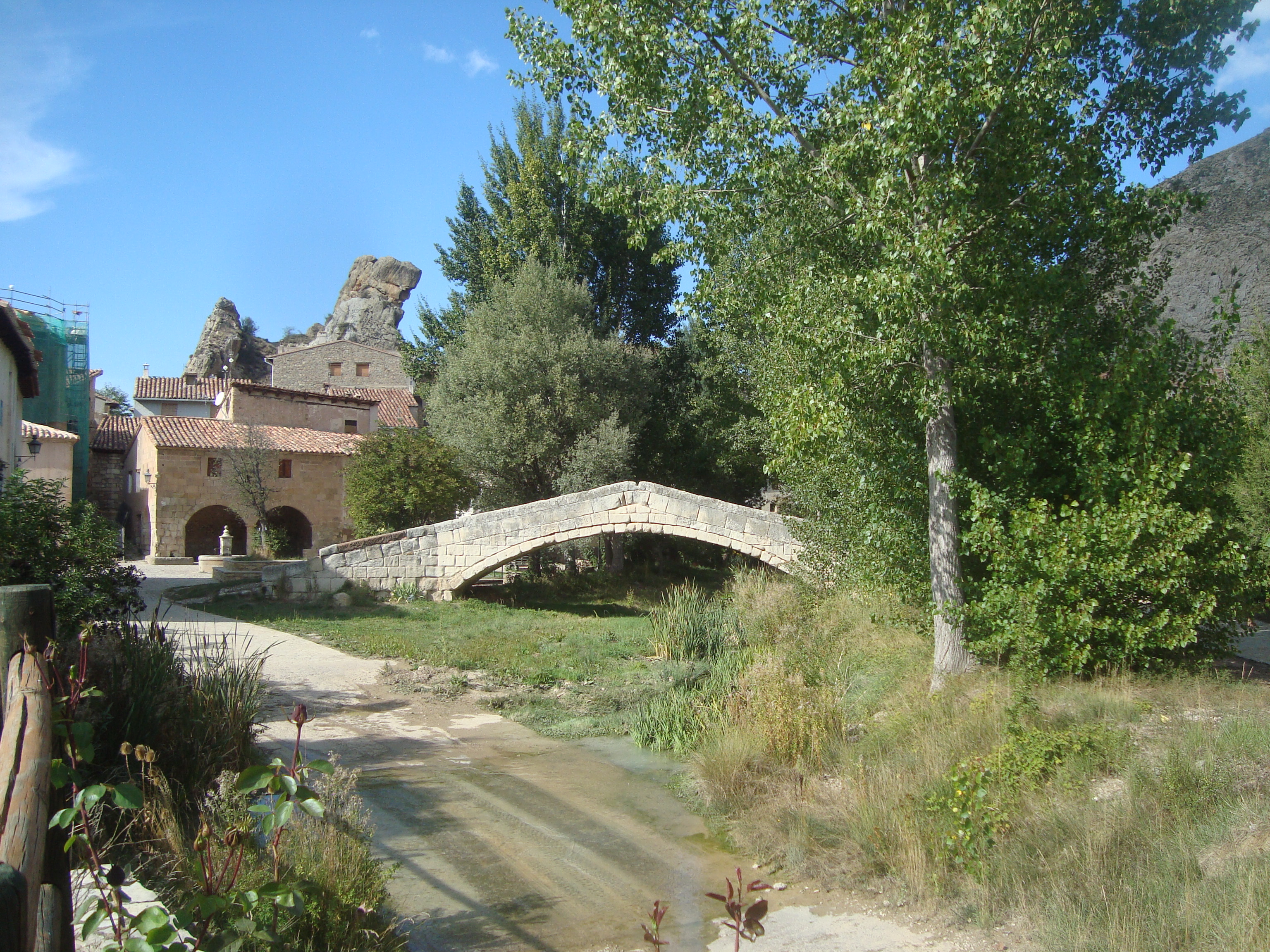
Puente medieval

- Puente medievalEn la entrada del pueblo se alza el Pairón, que delimita el término, fechado en el siglo XVI.
- El puente medieval, que enlaza el Arrabal con la plaza Mayor, antiguamente presidida por un olmo centenario de grosor considerable.
- El Ayuntamiento o Casas Consistoriales, en la plaza de la iglesia, precedido por una lonja en forma de L.
- Iglesia de Nuestra Señora de las Nieves Esta iglesia parroquial es un claro ejemplo de estilo gótico tardío. Posee un patio cerrado frente a la fachada principal y a la manera de claustro con ojivas. Un pasadizo comunica con la calle del Palillo. Sobre los edificios se hallan dos piedras inclinadas denominadas del Castillo, pues se especula que se erigió allí una antigua fortaleza que dominaba el valle del Guadalope.

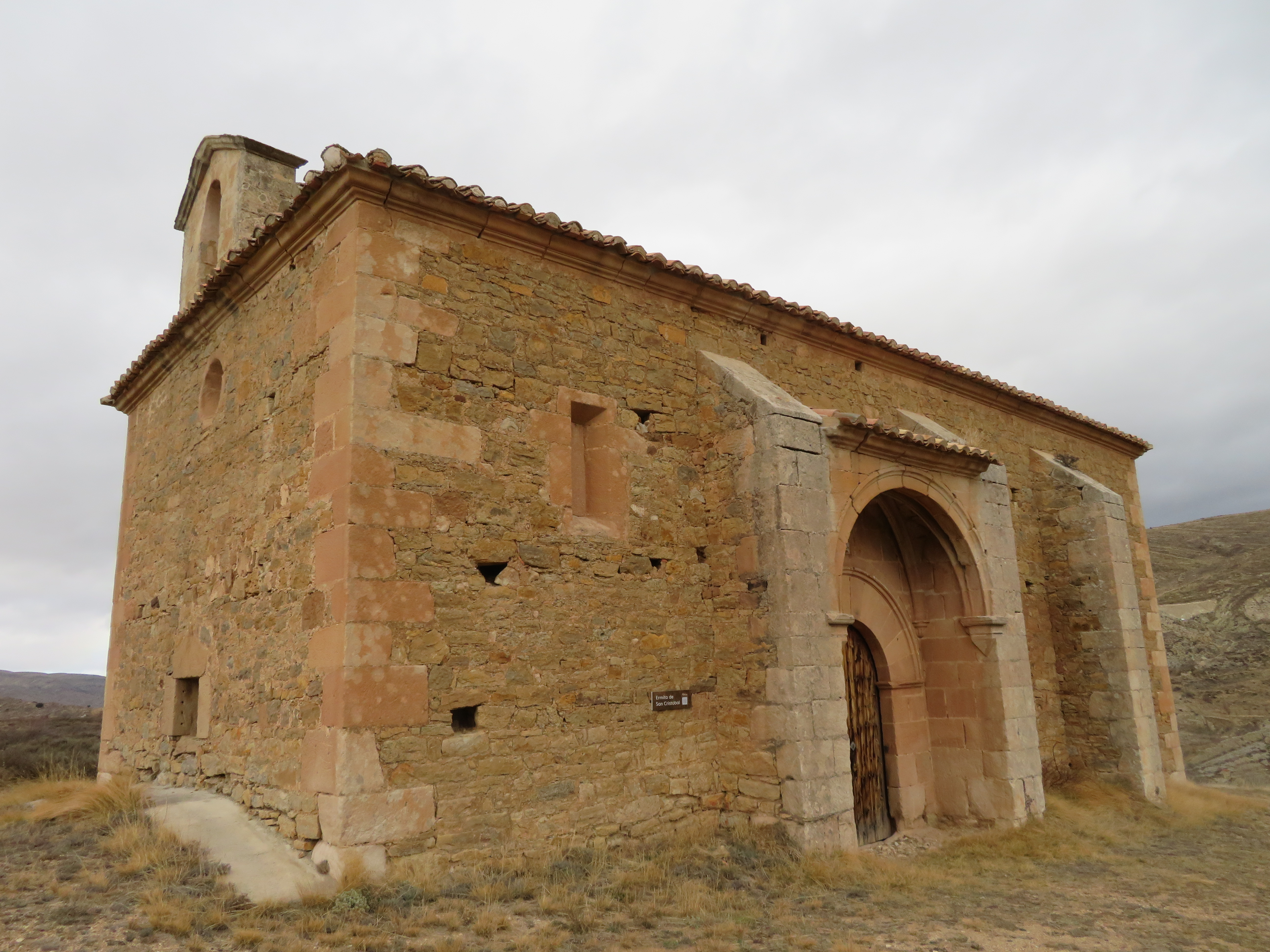
Ermita rural de San Cristóbal

- Ermita rural de San CristóbalLa ermita barroca de San Cristóbal, de 1779.
- El Molino harinero, rehabilitado como centro de interpretación del Ciclo del Pan[11]
- Diversas casas de la calle Baja y del barrio San Cristóbal.

### Fiestas
- El 8 de mayo se realiza la romería a la ermita de San Cristóbal, en honor de San Miguel. A mediados de agosto, tienen lugar las fiestas en honor de San Cristóbal y San Roque. Estas son las fiestas mayores, cuando se interpreta el baile de "El Reinao" o "Reinau".

### El pueblo donde nunca pasa nada
El pueblo fue objeto en 2008 de un plan de posicionamiento turístico creado por una agencia de publicidad para hacerlo atractivo al turismo rural. Se buscó un pueblo que tuviera las características de tranquilidad, pocos habitantes, para venderlo como "el pueblo donde nunca pasa nada" . 
"Buscábamos un pueblo desconocido, pequeño, pero con encanto. Cuando llegamos a Miravete, nos convenció esa gente fantástica, que abrazó la idea enseguida" dijo el argentino Pablo Alzugaray, dueño de la agencia de publicidad. Así, "Le diseñamos a ese pueblo minúsculo una web con reservas online, merchandising del pueblo y también le dimos una dimensión social, como poder hacer donaciones para restaurar una iglesia del siglo XVI. En tres días tuvimos 50 mil visitas en la Web, y el pueblo lleno de turistas y periodistas.".
Se convirtió de esta manera a sus doce habitantes en objetos de culto, al punto que los internautas se puede comprar suvenires de estos "abuelitos" convertidos en personajes. Se venden réplicas de los habitantes. "El acontecimiento más grande del año", bromean en el sitio, "fue el cambio de corte de pelo de Ángel".
La web permite realizar una visita guiada virtual, participar en la restauración de la iglesia parroquial (con la compra de una teja virtual por un precio módico), reservar una habitación en una casa rural o inscribirse en un supuesto I Open Internacional de Ordeño de Cabras. La campaña también se basa en cuatro spots televisivos pero es la página web la que ha logrado que se hayan hecho eco las televisiones, los periódicos digitales y las redes sociales.
Otra anécdota curiosa fue el ocho de mayo de 1931 cuando aprovechando la ausencia de las autoridades por ser el día de la romería al Santuario de la Virgen del Campo (Camarillas), las mujeres proclamaron la Segunda República Española, tres semanas después que el resto de España.

## Personas destacadas
- Joaquín Cavero Bayo, secretario del gobernador de Teruel durante la Segunda República.
- Alfonso Aguilar, forense en Valencia después de la guerra civil española.
- Mosén Casimiro Calvo Buj, secretario del arzobispo de Madrid Casimiro Morcillo.